# Aeroportul Graciosa
Aeroportul Graciosa (IATA: GRW, ICAO: LPGR) este un aeroport din Azore, Portugalia ce deservește zona Santa Cruz da Graciosa⁠(d). Aeroportul a fost tranzitat în decembrie 2022 de 3.857 de pasageri.
Situat la o altitudine de 26 m, aeroportul dispune de o singură pistă. Este operat de ANA – Aeroportos de Portugal⁠(d).